# 합천호 나들목
합천호 나들목(Hapcheon lake IC)은 경상남도 합천군 대병면 회양리에 설치될 예정인 함양울산고속도로의 교차로이다. 2026년 12월에 개통될 예정이다.

## 역사
- 2017년 6월 19일 : 2026년까지 나들목 신설을 위해 합천군 도시계획시설 교통광장에 대병면 회양리 일원을 합천호 나들목으로 고시[1]

## 구조물 정보
- 위치 : 경상남도 합천군 대병면 회양리

## 접속하는 노선
- 지방도 제1026호선 (대병3산로)
- 지방도 제1089호선 (서부로)